# خلاقة (لحج)
خلاقه هي إحدى قرى الجمهورية اليمنية. تتبع جغرافيا لمحافظة لحج وإداريًا لمديرية الحد. يبلغ تعداد سكانها 5874 نسمة حسب الإحصاء الذي أجري عام 2004.
شيخ خلاقه هو الشيخ عبدالله يحيى العاقل